# Gareth Jones (periodista)
Gareth Jones (anglès: Gareth Richard Vaughan Jones)  (Y Barri, 14 d'agost de 1905 - Jehol, 12 d'agost de 1935) va ser un periodista gal·lès que el març de 1933 va informar per primera vegada al món occidental, sense equívocs i sota el seu propi nom, l'existència de la fam soviètica de 1932-1933, coneguda com l'Holodomor.
Jones havia informat de manera anònima a The Times el 1931 sobre la fam a l'Ucraïna soviètica i al sud de Rússia i, després de la seva tercera visita a la Unió Soviètica, va emetre un comunicat de premsa amb el seu propi nom a Berlín el 29 de març de 1933 descrivint la fam generalitzada. Els informes de Malcolm Muggeridge, escrits el 1933 com a corresponsal anònim, van aparèixer simultàniament al Manchester Guardian; el seu primer article anònim que especificava la fam a la Unió Soviètica es va publicar el 25 de març de 1933.
Després de rebre la prohibició de tornar a entrar a la Unió Soviètica, Jones va ser segrestat i assassinat el 1935 mentre investigava a la Mongòlia ocupada pels japonesos; el seu assassinat probablement va ser comès per la policia secreta soviètica, l'NKVD. A la seva mort, l'antic primer ministre britànic David Lloyd George va dir: "Tenia la passió per esbrinar què passava a països estrangers allà on hi havia problemes, i en la recerca de les seves investigacions no es va evitar cap risc... Res no li va escapar i no va permetre que cap obstacle es desviés del seu rumb quan va pensar que hi havia algun fet que podia obtenir. Tenia l'habilitat gairebé infalible d'aconseguir les coses que importaven".

## Biografia
Nascut a Y Barri, Bro Morgannwg, Gal·les, Jones va assistir a l'escola del comtat de Barry, on el seu pare, el major Edgar Jones, va ser director fins al voltant de 1933. La seva mare, Annie Gwen Jones, havia treballat a Rússia com a tutora dels fills d'Arthur Hughes, fill de l'industrial siderúrgic gal·lès John Hughes, que va fundar la ciutat de Hughesovka, l'actual Donetsk, a Ucraïna.
Jones es va graduar a la University College of Wales, Aberystwyth el 1926 amb un títol d'honor de primera classe en francès. També va estudiar a la Universitat d'Estrasburg i al Trinity College de Cambridge, del qual es va graduar el 1929 en francès, alemany i rus. Després de la seva mort, un dels seus tutors, Hugh Fraser Stewart, va escriure a The Times que Jones havia estat un "lingüista extraordinari".
Després de graduar-se, Jones va ensenyar idiomes a Cambridge, i posteriorment al gener de 1930 va ser contractat com a assessor d'Afers Exteriors del diputat britànic i antic primer ministre David Lloyd George.
Aquesta ocupació suposava preparar notes i sessions informatives que Lloyd George utilitzava en debats, articles i discursos, i també va suposar alguns viatges a l'estranger.

### Periodisme
El 1929, Jones es va convertir en un periodista autònom professional i el 1930 col·laborava amb articles a diversos diaris i revistes.
Jones va estar a la Unió Soviètica dues vegades, durant tres setmanes a l'estiu de 1930 i durant un mes a l'estiu de 1931. Havia informat de les troballes de cada viatge en les seves col·laboracions publicades, incloent tres articles titulats "Les dues Rússies" que va publicar de manera anònima a The Times el 1930, i tres articles cada cop més explícits, també anònims, titulats "The Real Russia" a The Times l'octubre de 1931, que informava de la fam dels camperols a l'Ucraïna soviètica i al sud de Rússia.
El març de 1933, va viatjar a la Unió Soviètica per tercera i última vegada i el 7 de març va eludir les autoritats per endinsar-se a la aleshores República Socialista Soviètica d'Ucraïna, on va mantenir diaris de la tragèdia de fam, també anomenada Holodomor, que va poder presenciar. Al seu retorn a Berlín el 29 de març, va publicar el seu comunicat de premsa, que va ser publicat per molts diaris, entre ells The Manchester Guardian i el New York Evening Post

## Llegat

### Diaris
El novembre de 2009, els Jone's diaries que registren el genocidi de la Gran Fam Soviètica de 1932–33 es van exposar per primera vegada a la Biblioteca Wren del Trinity College, Cambridge.

### Cinema
La pel·lícula ucraïnesa de 2008 de Serhii Bukovs'kyi Live (títol original en ucraïnès Живі) és un documental sobre la Gran Fam de 1932–33 i els intents de Jones de descobrir-la. Live (en directe) es va estrenar el 21 de novembre de 2008 al Kíiv Cinema House. Es va projectar el febrer de 2009 al Festival Internacional de Cinema de Berlín, a la primavera de 2009 al Festival de Cinema d'Ucraïna a Colònia i al novembre de 2009 al Segon Festival Anual de Cinema ucraïnès de Cambridge. Va rebre el Premi Especial del Jurat de Plata al Concurs Internacional de Documentals al Sisè Festival international de cinema d'Erevan, Armènia, el juliol de 2009, i el Gran Premi de Ginebra de 2009 al setembre de 2009.
El llargmetratge El senyor Jones del 2019, protagonitzat per James Norton, Vanessa Kirby i Peter Saarsgaard, i dirigit per la realitzadora polonesa Agnieszka Holland, se centra en Jones i la seva investigació i informes sobre la fam a Ucraïna, davant l'oposició política i periodística. El gener de 2019, va ser seleccionat per competir per l'Ós d'Or al 69è Festival Internacional de Cinema de Berlín. La pel·lícula va guanyar el Gran Premi Lleó d'Or al 44è Festival de Cinema de Gdynia, Polònia, el setembre de 2019.